# Cataplectica
Cataplectica is een geslacht van vlinders van de familie borstelmotten (Epermeniidae).

## Soorten
- C. afghanistanella Gaedike, 1971
- C. dentosella Herrich-Schäffer, 1854
- C. devotella (Heyden, 1863)
- C. farreni Walsingham, 1894
- C. vartianae Gaedike, 1971